# Exegi monumentum (Pouchkine)
Exegi monumentum, Le Monument, ou Je m'élevai une stèle acheropoïète (en russe : «Я памятник себе воздвиг нерукотворный...») est un poème d'Alexandre Pouchkine, écrit en 1836 et publié post-mortem en 1841.  
Il s'inscrit dans une tradition poétique initiée par l'ode Exegi monumentum d'Horace. Pouchkine, dans un texte court et lyrique, y donne une vision de son activité créatrice et de la signification de la postérité de l'œuvre d'un poète.  

## Contexte et publication
Pouchkine a daté dans son manuscrit le poème du 21 août 1836 (2 septembre dans le calendrier grégorien). Il se rattache à la période dite des Îles Kamenny de son oeuvre, correspondant au milieu des années 1830. Il est associé à la nouvelle résidence du poète.  
Exegi monumentum est traditionnellement désigné par son incipit, en russe : «Я памятник себе воздвиг нерукотворный...», dans une traduction littérale « Je me suis érigé un monument qui n'est pas de la main d'un homme ».  
Le poème n'a pas été publié du vivant de Pouchkine. Il l'est pour la première fois par Vassili Joukovski, en 1841, dans le neuvième volume du premier recueil posthume des œuvres de Pouchkine. Joukovski apporte au texte différentes modifications. Il replace ainsi les mots de « colonne Aleksandriïski », que le monument érigé par Pouchkine surplombe, par « colonne de Napoléon ». 
En 1881, l'historien et archéographe russe Piotr Bartenev (ru) rétabli le texte original, qu'il fait paraître dans la revue Archives russes (ru). 

## Sources et précédents littéraires
Le prototype du poème est un des poèmes les plus célèbres du poète latin Horace, Exegi monumentum, qui commence par les mots : « J’ai dressé un monument plus durable que l’airain » (exegi monumentum aere perennius), et qui conclut le troisième livre de ses Odes. Il a été souvent imité, dans la littérature européenne, de Ronsard à Goethe et à Mickiewicz. Il traite du thème de l'immortalité de et par l'œuvre poétique.    
Le point de départ d'Horace est une comparaison avec une des sept merveilles du monde : le monument érigé par le poète est « plus haut que le site royal des Pyramides »(regalique situ pyramidum altius).   
L'ode Exegi monumentum est précédée d'un texte d'un auteur égyptien antique inconnu, désigné par le titre Éloge des scribes ou Monument acheropoïète.   
Dans la littérature russe du XVIIIe siècle, alors sous l'influence du classicisme, le thème du « monument » est repris par des auteurs comme Mikhaïl Lomonossov, Gavrila Derjavine  (Le Monument (ru)), Vassili Kapnist, Alexandre Vostokov et Sergueï Touchkov (ru), qui retravaillent et repensent à leur manière la question de la postérité du poète ouverte dans l'Antiquité.

## Apport et originalité du texte de Pouchkine
Alexandre Pouchkine s'inscrit de façon transparente dans la continuité d'Horace, dont il reprend le titre de l'ode en épigraphe. Il traduit littéralement des expressions essentielles, comme « je ne mourrai pas tout entier » (non omnis moriar - весь я не умру), et, étymologiquement, le mot russe qu'il retient, памятник, vient de память, « mémoire », comme le mot grec mnēmeion vient de mnēmē. Un autre emprunt est fait une autre ode d'Horace, où le poète transformé en cygne évoque les peuples lointains qui liront son œuvre. Pouchkine mentionne lui les Slaves, mais aussi les Finnois, les Toungouzes et les Kalmouks.
Sur d'autres points, Pouchkine marque son originalité :
- Comme Goethe, il affirme sa propre subjectivité : il emploie le mot себе, faisant du monument un monument fait pour lui-même[6].
- Il associe l'immortalité à la succession ininterrompue des poètes, qui durera tant que l'un d'entre eux subsistera (доколь […] / жив будет хоть один пиит), non dans les cieux, mais sur une terre qualifiée de sublunaire (в подлунном мире)[6].
- Il refuse la couronne dont Horace souhaitait que Melpomène le coiffât[6], comme il ignore la morgue d'une « foule » qui doit être l’aristocrate de vieille souche[7], plus tard vilipendée par Mikhaïl Lermontov dans La Mort du poète.

Plutôt que d'airain, Pouchkine caractérise son monument par un concept chrétien, « non fait de main <d’homme> » (нерукотворный) (v. 1), employé trois fois dans le Nouveau Testament : à propos du Temple que Jésus promet de rebâtir en trois jours (Marc, 14, 58), chez Paul, à propos de la maison éternelle qui nous attend aux cieux (2 Corinthiens, 5, 1) et pour qualifier « la circoncision dont les Chrétiens ont été circoncis dans le Christ, en dépouillant leur corps de chair » (Colossiens, 2, 11). Pour le poète, l'image renvoie probablement aux icônes montrant les représentations acheropoïètes du Christ, mais un lien peut être fait avec la « volonté divine » (веленью божию), dont il écrit qu'elle s'impose à la muse dans le 7e vers.
Selon Rémi Brague, Pouchkine fait un lien qui n'existe pas chez Horace entre l'immortalité des vers et leur contenu éthique ou leur engagement : 

« Ses poèmes, espère-t-il, resteront dans la mémoire du peuple parce qu’il a chanté certaines vertus morales, en les défendant et en les louant : il a éveillé les sentiments généreux (чувства добрые) (v. 14) ... Il glorifie la liberté dans un siècle cruel (v. 15). Il mentionne tout spécialement ses appels à la miséricorde envers ceux qui sont tombés (милость к падшим) (v. 16). Il y a là une allusion très probable à ses amis « décembristes », protagonistes d’une révolte contre le Tsar et qui avaient été exilés en Sibérie. »

#### En russe
- Texte du poème : (ru) Exegi monumentum (Wikisource)
- (ru) В. Орлов, З. Луговая (V. Orlov, Z. Lougovaïa), « «Памятник» Пушкина. К истории создания и публикации стихотворения » [« Le Monument de Pouchkine. Historique de la création et de la publication du poème »], День Литературы,‎ 2015 (lire en ligne, consulté le 30 avril 2019).
- (ru) В. Орлов, З. Луговая (V. Orlov, Z. Lougovaïa), « «Памятник» Пушкина. К истории создания и публикации стихотворения » [« Le Monument de Pouchkine. Historique de la création et de la publication du poème »], День Литературы,‎ 2015 (lire en ligne, consulté le 30 avril 2019).

#### En français
- Rémi Brague, « L'immortalité de l'oeuvre. D'Horace à Pouchkine », academia.edu, 2009 (consulté le 30 avril 2019).